# Melrose (South Australia)
Melrose ist die älteste Stadt der Flinders Ranges, einem Gebirgszug in Südaustralien. Die Stadt liegt am Fuß des Mount Remarkable, 265 km nördlich von Adelaide. Der erste Europäer, der die Gegend durchreiste, war Edward John Eyre im Jahr 1840. Wenig später folgten Siedler und gründeten Farmen in dem Gebiet. Nach ersten Funden von Kupfer begann dessen Abbau im Jahr 1846. Dieser erwies sich als nicht wirtschaftlich und wurde bereits 1851 wieder eingestellt. Die Mine wurde bis 1917 dreimal wiedereröffnet und wieder geschlossen.
Heute ist Melrose der Ausgangspunkt für Besucher des Mount-Remarkable-Nationalparks und ein lokales Zentrum örtlicher Farmer. Beim Census 2011 hatte sie 347 Einwohner.
Die 1848 eröffnete Polizeistation in Melrose war der Standort des damals größten Polizeibezirks der Welt. Ein Polizist, zwei Reiter und ein Fährtensucher der australischen Ureinwohner waren für ein Gebiet bis zur Timorsee verantwortlich.